# Bělověžský prales

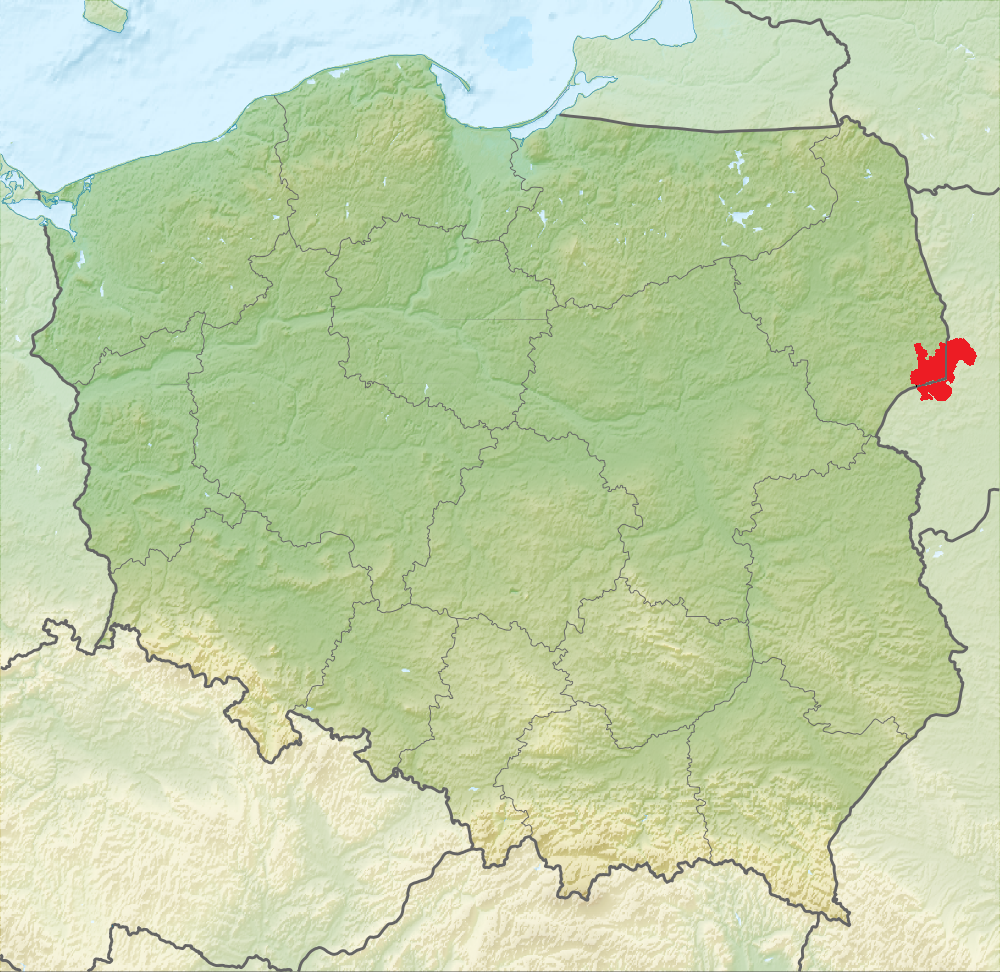
Poloha pralesa na hranicích mezi Polskem a Běloruskem

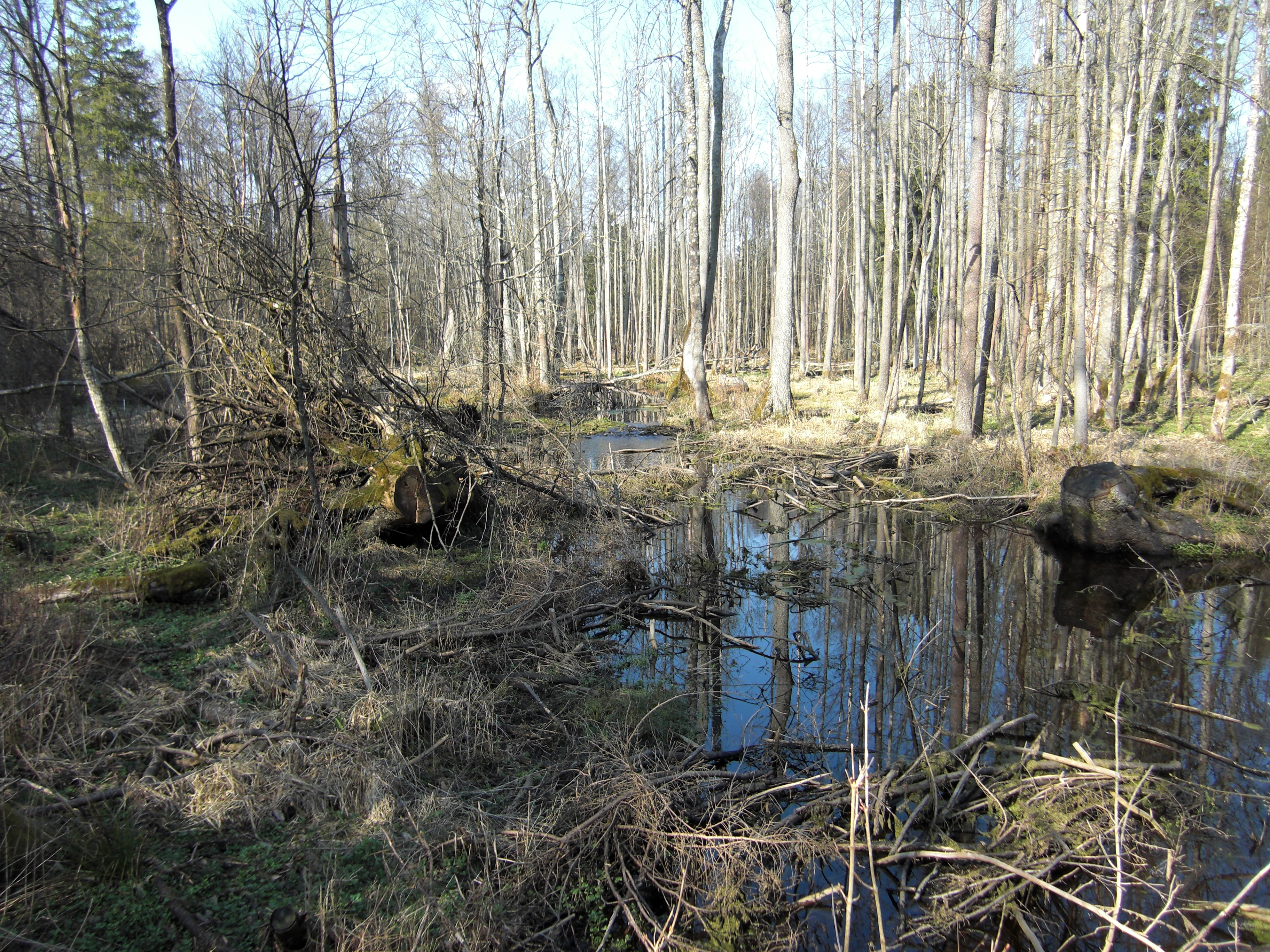
Řeka Lutownia protékající pralesem

Bělověžský prales (bělorusky Белавежская пушча, polsky Puszcza Białowieska) je zbytek původního panenského pralesa, který v minulosti pokrýval klimaticky mírné pásmo evropské pevniny.
Bělověžský prales leží po obou stranách hranice Polska a Běloruska mezi řekami Narewka a Hwoźna. Reliéf krajiny je rovinný s výškou 150 až 170 m nad mořem. Klima je mírně kontinentální. Oblast zařazená na seznam světového dědictví UNESCO tvoří v obou zemích území o rozloze 1 418 km². Hranice mezi Polskem a Běloruskem probíhá napříč pralesem a je zcela uzavřena nejen pro turisty, ale i pro jakoukoliv větší zvěř.

## Historie
Původně byla celá oblast střední a východní Evropy pokryta hlubokými lesy pobdobnými těm, které se dochovaly v této rezervaci. Až do 14. století putovali lidé pouze podél řek. Cesty a mosty se v této oblasti začaly objevovat až mnohem později.
První zmínky o místě dnešní přírodní rezervace spadají do 10. století v souvislosti s lovem zvířat. Název Bělověžský prales se odvozuje od malé pohraniční vesničky Bělověže, dnes na polském území. Během století prales střídavě ovládala litevská knížata, polští králové a ruští carové.
V 14. století patřil tento kraj králi Vladislavovi II. Jagellonskému, který využil jeho přírodního bohatství jako zdroj potravy pro svá vojska před bitvou u Grunwaldu a dřevěný lovecký zámeček v obci Bělověž jako útočiště před morovou epidemií v roce 1426. První dokument, který se vztahuje k jisté ochraně tohoto území, je znám z doby panování krále Zikmunda I. Starého (1538), který vyhlásil přísné tresty za pytláctví a za ulovení zubra dokonce trest smrti.
Jako lovecký revír byl prales vyhlášen roku 1541 se zvláštním důrazem na ochranu populace zubrů. Král Vladislav IV. Vasa vydal v roce 1639 zvláštní dekret, kterým osvobodil všechny obyvatele pralesa z poddanství za to, že budou poskytovat králi lovecké služby, ba dokonce je osvobodil od daňové povinnosti, pokud budou pečovat o les.
Až do 17. století byl prales prakticky neobydlený. Teprve za vlády Jana II. Kazimíra zde vzniklo několik osad, jejichž obyvatelé se zabývali výrobou dehtu a zužitkováním malých ložisek železné rudy. V 17. a 18. století byly lesní požáry velmi běžné. Neví se, zda byly úmyslné či přirozené.
Po prvním dělení Polska připadl celý kraj Rusku a car Pavel I. (syn Kateřiny II.) znovu uvrhl obyvatele do poddanství a prakticky zrušil ochranu lesa. Počet zubrů poklesl během 15 let na pouhých 200 kusů. Za carů Alexandra I. a Alexandra II. byla ochrana zubrů znovu zavedena, takže koncem 19. století se stav blížil až k 1000 kusům.
V průběhu 1. světové války utrpěl prales i jeho obyvatelé těžké ztráty. Německá armáda obsadila kraj v srpnu 1915. Okamžitě následovaly snahy o rychlou industrializaci země a stáda zubrů byla bez milosti střílena. Poslední zubr byl zastřelen pytlákem těsně po skončení války, patrně v lednu roku 1919.
Ihned po skončení bojů (1. světová válka zde de facto skončila až v roce 1921 polsko-sovětskou válkou) byla polskou vládou vyhlášena na území Puszcza Białowieska v roce 1923 národní přírodní rezervace. Bylo však zjištěno, že zubr evropský byl ve volné přírodě zcela vyhuben a v různých zoologických zahradách přežívá posledních 54 exemplářů. Polský stát proto zakoupil čtyři zubry v evropských zoologických zahradách a na západním Kavkaze, vyhlásil Bělověžský národní park se zpřísněnou ochranou a otevřel pro zubry chovnou stanici. Zdálo se, že opětovnému uvedení zubra do přírody nestojí nic v cestě. V roce 1939 mělo stádo již 16 kusů.
V roce 1939 podle dohody s nacistickým Německem tento kraj obsadila Rudá armáda a původní polští obyvatelé byli deportováni na Sibiř. V roce 1941 vystřídali ruské okupanty okupanti němečtí a pro změnu bylo deportováno ruské obyvatelstvo. Hermann Göring zde plánoval vytvoření největšího loveckého revíru na světě. Prales se však stal spíše útočištěm polských a sovětských partyzánů. V červnu byla oblast znovu obsazena Rudou armádou. V bojích na konci války byl zcela zničen historický lovecký zámek v Bělověži. Stádečko zubrů však zůstalo zachováno, částečně i proto, že obě bojující strany vyhlásily za zabití zubra trest smrti. V roce 1952 byli první zubři vypuštěni do volné přírody a v roce 1957 se narodilo na svobodě první zubří tele.
Po válce byl prales rozdělen mezi Polsko a Běloruskou sovětskou republiku. Na seznam světového dědictví UNESCO byl prales zapsán již v roce 1979. Roku 1993 byl uznán jako biosférická rezervace pod ochranou UNESCO. V letech 1992 a 2014 došlo k úpravě (rozšíření) území chráněného jako světové přírodní dědictví UNESCO.
8. prosince 1991 byla na vládní lovecké chatě Viskuli na běloruské straně pralesa podepsána tzv. Bělověžská dohoda o ukončení existence Sovětského svazu a vytvoření Společenství nezávislých států.
Bělorusko otevřelo v roce 2004 ve své části Muzeum Nového roku a vyhlásilo prales za domov Dědy Mráze.

## Flóra

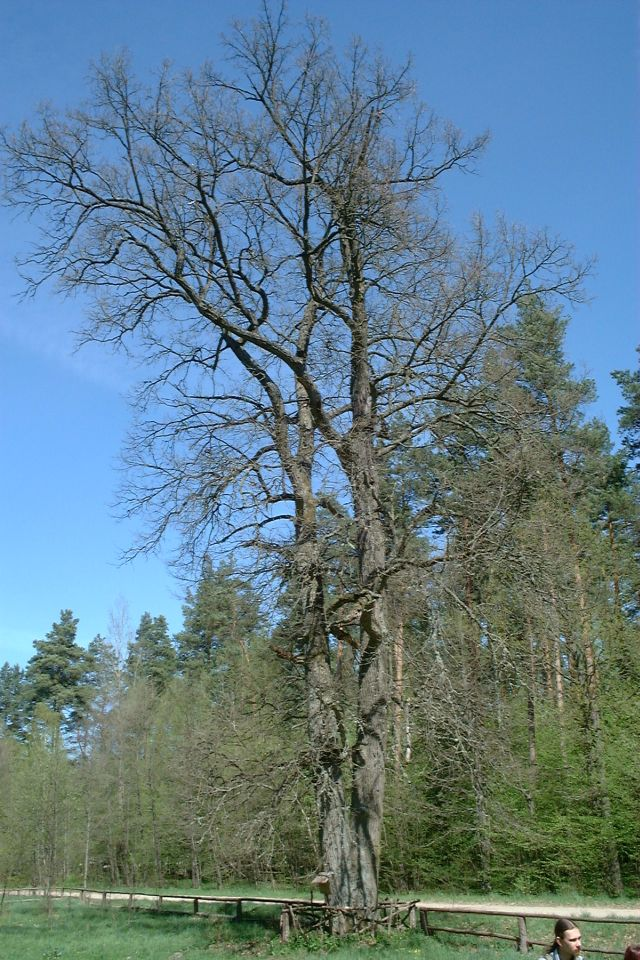
Královský dub

Lesy pokrývají více než 96 % plochy celé oblasti. Zbývající plochy jsou pole, louky, cesty a vodní plochy. V posledních letech se plocha lesů rozšiřuje, tak jak prales dobývá zpět louky a opuštěná pole.
Převládajícím typem lesa je přirozený listnatý les, který pokrývá téměř polovinu celkové plochy. 37 % tvoří jehličnaté porosty a zbytek jsou smíšené lesy. Nejčastěji zastoupeným druhem je smrk ztepilý (26 %), borovice lesní (24 %), olše lepkavá (17 %), dub letní (12 %) a bříza bílá i pýřitá (11 %). Zbytek tvoří jasan ztepilý, javor mléč, lípa malolistá, habr obecný, topol osika a jilm. Průměrné stáří stromů je 73 let. Téměř 40 % plochy pralesa je tvořeno stromy staršími 80 let. V centrální části pralesa je průměrný věk stromů 130 let.
V rezervaci je řada dubů, jejichž obvod ve výšce 130 cm je větší než 600 cm. Mnohé mají svá vlastní jména a požívají nejpřísnější ochrany (např.: Velký Mamamuši – 690 cm, Král Nieznanowa – 630 cm, Vládce jihu – 610 cm, Vládce severu – 605 cm, Jižní kříž – 630 cm atd.). Všechny tyto stromy dosahují výšky okolo 40 m. Nejznámějším stromem v této kategorii je Jagelonský dub, pod kterým prý odpočíval Vladislav Jagellonský před bitvou u Grunwaldu roku 1410.
Celkem bylo dosud v pralese identifikováno více než 1 000 druhů cévnatých rostlin, z nichž zhruba 660 lze považovat za původní druhy. Zbytek jsou druhy zavlečené činností člověka, kterých stále přibývá.
Nejčastějšími zástupci jsou:
- Asteraceae (hvězdnicovité) – 108 druhů,
- Poaceae (lipnicovité – trávy) – 85 druhů,
- Cyperaceae (šáchorovité) – 66 druhů,
- Rosaceae (růžovité) – 59 druhů,
- Fabaceae (bobovité) – 54 druhů,
- Caryophyllaceae (hvozdíkovité) – 43 druhů,
- Scrophulariaceae (krtičníkovité) – 41 druhů,
- Lamiaceae (hluchavkovité) – 41 druhů,
- Brassicaceae (brukvovité) – 40 druhů,
- Apiaceae (miříkovité) – 32 druhů,
- Orchidaceae (vstavačovité) – 24 druhů,
- Polygonaceae (rdesnovité) – 24 druhů.

## Fauna

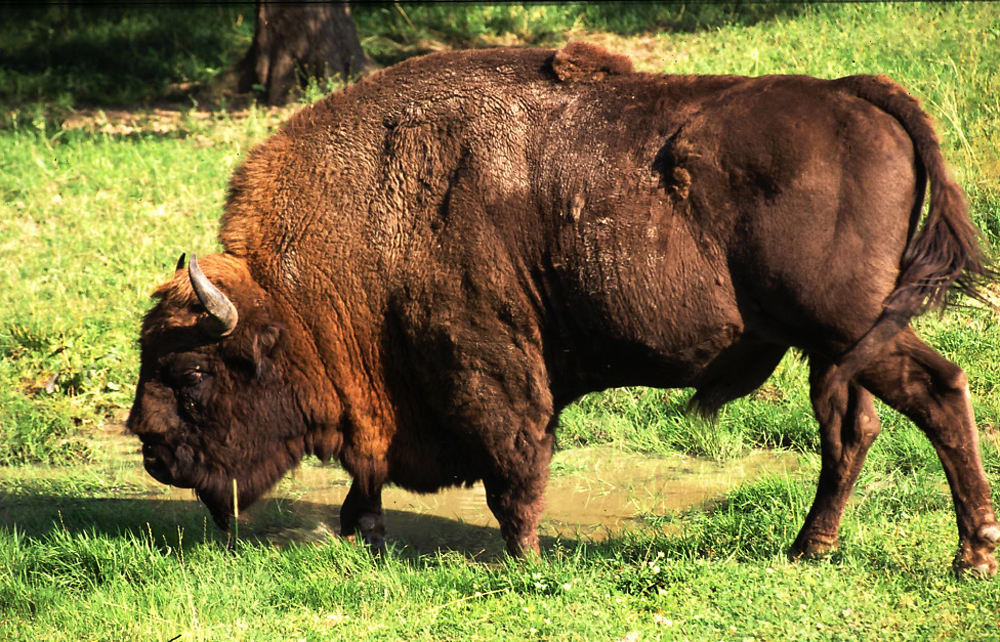
Zubr evropský

S ohledem na klimatické podmínky žije v pralese obrovské množství živočišných druhů. Doposud jich bylo popsáno více než 12 tisíc, ale odhaduje se, že skutečný počet bude přibližně dvojnásobný.[zdroj?]
Přirozeně nejvyšší počet druhů se týká hmyzu, pavouků, červů atd., ale v pralese žije také na 32 druhů ryb, 7 druhů plazů, 250 druhů ptáků a 58 druhů savců.
Nejslavnějším představitelem fauny je zubr evropský (Bison bonasus bonasus), jehož znovuuvedení do přírody má nádech dobrodružného románu (podrobnosti v kapitole Historie). Stádo zubrů se ze čtyř zvířat vypuštěných z chovné stanice do přírody v roce 1952 rozrostlo na dnešních 250 až 300 kusů. Tento počet je již o něco vyšší, než může Bělověžský prales uživit, a tak počet zvířat musí být dokonce regulován.
Dalším slavným představitelem fauny je pak tarpan lesní, zpětným křížením vzkříšený divoký kůň.

## Kontroverzní kácení pralesa
Polská vláda, která byla ustavena po vítězství strany Právo a spravedlnost v roce 2015, rozhodla o ztrojnásobení objemu těžby dřeva v Bělověžském pralese. Důvodem měl být údajně zvýšený výskyt kůrovce a v té souvislosti též zajištění bezpečnosti návštěvníků. Na základě kontrol a pečlivé dokumentace, prováděné aktivisty z různých zemí, však bylo dokázáno, že se kácejí i zcela zdravé, někdy až 150 let staré stromy, a to i v hloubi pralesa. Výbor pro světové dědictví UNESCO na svém 41. zasedání, které se konalo v Krakově ve dnech 2. až 12. července 2017, proto požádal polskou vládu, aby okamžitě zastavila veškeré kácení a těžbu dřeva. Koncem července 2017 Soudní dvůr Evropské unie vydal předběžné rozhodnutí, kterým přikázal polské vládě okamžitě ukončit kácení v Bělovežském pralese do doby, než soud rozhodne, zda je opatření polských úřadů legální. Představitelé polské vlády však stanoviska UNESCO i evropského soudního dvora odmítli a rozhodli se je nadále ignorovat.